# Dialoghi (Seneca)
Con il titolo complessivo di Dialoghi (lat. Dialogi o Dialogorum libri XII) è conosciuto un insieme di opere del filosofo latino Lucio Anneo Seneca.

## Considerazioni generali
A dispetto di tale denominazione (di certo molto antica, perché utilizzata già da Quintiliano), non si tratta di veri e propri dialoghi, poiché il filosofo costituisce la voce narrante in prima persona senza che nella trattazione vi siano interventi diretti né di sostenitori né di contraddittori delle tesi esposte. L'unica eccezione è rappresentata dal De tranquillitate animi, in cui Seneca immagina un colloquio fra sé e l'amico Sereno.  
Il confronto con il precedente letterario latino di dialogo filosofico, le ciceroniane Tusculanae disputationes, rende subito evidente la differenza tra la forma dialogica pienamente rispettata dall'illustre predecessore e la forma di dialogo adottata da Seneca, diversa perché diverso era il modello greco di trattazione filosofica a cui egli si rifaceva. Infatti la classica forma dialogica presente in Platone era andata via via disseccandosi, riducendosi in molte trattazioni filosofiche ad accenni a un avversario ipotetico con espressioni fisse quali: «qualcuno dirà» «tu dici» «tu dirai», dopo cui di solito si esponeva in breve e in modo più vivace, grazie all'artificio retorico del finto contraddittore, una tesi da confutare. 
Questa forma riduttiva e schematizzata di dialogo trova la sua espressione più efficace nella διατριβή [diatribé o diatriba] cinico-stoica, sorta di predica o più pacatamente di conferenza popolare, rivolta cioè a un largo pubblico inesperto di filosofia, in cui alla trattazione sistematica d'un tema o problema filosofico-morale si sostituiva l'esortazione e l'invito ad accettare o abbandonare certi comportamenti che la sommaria dimostrazione di quel tema indicava come buoni o come cattivi. Erano pertanto opere brevi, sciolte e libere da una disposizione rigorosa degli argomenti, vivaci e addirittura, nei cinici soprattutto, violente nell'esposizione del tema, che deliberatamente si rivolgevano al sentimento più che alla ragione degli ascoltatori, alla loro natura predisposta a seguire presumibilmente il bene e fuggire il male. Ampio spazio in quest'opera di accattivarsi e impressionare il sentimento era dato agli esempi da seguire o da fuggire tratti dalla storia e dalla vita di uomini famosi.
Va aggiunto che questo stile filosofico incontrava singolarmente quello delle declamazioni retoriche dell'età imperiale fino a Nerone, che, abbandonata la concinnitas ciceroniana della perfetta disposizione degli argomenti e dell'esatto equilibrio degli ampi periodi dove il pensiero era ben bilanciato nei precisi incastri di frasi principali e subordinate, preferiva invece una più libera disposizione degli argomenti per associazione d'idee o d'immagini e periodi più brevi e distaccati tra loro, dove il chiaroscuro delle singole frasi che si susseguivano trovava la sua conclusione nella sententia, la concisa e sentenziosa frase finale che illuminava e metteva in rilievo, per la memoria, il concetto principale da ritenere. Non è dunque solo curiosità aneddotica che buona parte di questo gusto retorico sia giunto a noi nella raccolta di Controversiae e Suasoriae fatta da Seneca padre, colui cioè che per motivi di carriera politica distolse i figli dalla filosofia e li avviò allo studio e alla pratica della retorica. Ciò che in queste brillanti ma un po' vacue esercitazioni Seneca però non poteva trovare era la serietà d'intenti e la profondità d'indagine che una διατριβή aveva. Invero questa fusione di stile nervoso e di contenuto filosofico poteva trovarla solo in essa.
Ora non c'è dubbio che i Dialoghi di Seneca risentano fortemente di questa forma espositiva della filosofia greca di mezzo – cioè dopo il periodo classico di Socrate, Platone e Aristotele – e che molti dei dialoghi senecani sono delle διατριβή adattate a un pubblico e interlocutori romani. Del resto i circoli filosofici che Seneca frequentò da giovane coltivavano, nella loro accentuazione dei problemi morali, soprattutto questo genere di trattazione filosofica, spesso in forma direttamente orale, come si addice a una predica appunto. 
Il termine greco però si acclimerà a Roma nella traslitterazione latina di diatrĭba solo più tardi – il primo a usarlo pare sia stato Aulo Gellio – e fu Seneca stesso probabilmente a dare a queste sue opere il nobile termine di Dialogi. Del resto l'uso e l'adattamento che Seneca ne fa comportano parecchie differenze rispetto alla διατριβή greca. Intanto Seneca usa come interlocutori reali, non ipotetici, persone della sua cerchia, in questo similmente alle lettere epicuree, da cui oltre che esortarli può cercare sostegno e appoggio alle sue tesi morali che spesso adombrano la giustificazione filosofica di precisi comportamenti pubblici che il filosofo teneva in quel torno di tempo. E la stretta, e a volte contraddittoria, dipendenza delle opere e dell'azione di Seneca è parte non secondaria del suo fascino. Tutti gli interlocutori poi sono equites (cavalieri) o appartenenti a classi alte della società romana: ciò darà all'esposizione di Seneca, pur mantenendo spesso il vigore e la forza satirica dei modelli originali, un tono meno basso e volutamente volgare se non urtante, che invece era proprio della predica popolare cinica. Seneca inoltre, sulla scia delle opere filosofiche di Cicerone, romanizzerà molti degli exempla, cioè dei comportamenti esemplari pro o contro una certa tesi morale, traendoli dalla storia romana anche recente, in cui spesso riverserà i suoi odi e le sue amicizie e stime verso figure note con cui ebbe a che fare. Infine molto tipiche di Seneca e dei suoi gusti sono le citazioni, anche queste adattate spesso al significato che a Seneca interessava dare, sparse di poeti: l'amato Virgilio soprattutto e l'“immaginifico” Ovidio, che aveva anticipato in età augustea certi gusti “barocchi”, sdegnosi della classica misura cioè, che fiorirono nell'età neroniana.
Un po' diverse, avendo caratteristiche proprie, sono le tre Consolationes, che mantengono però la forma schematica di dialogo nel rivolgersi alla persona che si cerca di consolare e confortare nel dolore, e lo scopo principale d'esortazione ad abbandonare un certo comportamento falsamente morale per un altro moralmente corretto. Ad ogni modo se dialogi è termine già senecano e del suo tempo, e se queste opere hanno caratteristiche di forma, di stile e d'argomento – morale – consimili, la loro compilazione in un unico volume e l'ordine che lì vi hanno, è difficile e si tende a escludere che sia opera di Seneca. Quanto all'ordine di composizione, che a grandi tratti è possibile ricostruire, esso è importante per la stretta connessione, già indicata, tra l'opera scritta e il momento in cui viene scritta, riflettendosi nelle singole opere l'atteggiamento e la disposizione psicologica di Seneca nei confronti del potere e della società di Roma che egli aveva in quel dato momento. L'importanza dell'insieme dei Dialogi perciò sta anche nel fatto che la loro composizione, attraversando tutta l'altalenante vita e carriera pubblica di Seneca, ci permette di avere uno sguardo sull'animo e i suoi cambiamenti del grande filosofo a seconda delle alterne fortune politiche.

## Elenco
I Dialogi di Seneca sono dieci, distribuiti in dodici libri:
1. Ad Lucilium de providentia;
2. Ad Serenum de constantia sapientis;
3. Ad Novatum de ira in tre libri;
4. Ad Marciam de consolatione;
5. Ad Gallionem de vita beata;
6. Ad Serenum de otio;
7. Ad Serenum de tranquillitate animi;
8. Ad Paulinum de brevitate vitae;
9. Ad Polybium de consolatione;
10. Ad Helviam matrem de consolatione.

### De providentia
Seneca sostiene che sono gli uomini a chiamare le avversità, che in realtà sono delle prove degli dei con le quali mettono a dura prova la morale, in maniera positiva. Di conseguenza il saggio accetterà le sventure con animo lieto: in caso contrario, avrà sempre la possibilità di ricorrere al suicidio per salvare la propria virtù. 

### De constantia sapientis
Seneca intende dimostrare la veridicità del paradosso stoico, secondo il quale il saggio non può essere toccato né da danni, né da offese, perché è protetto dalla sua virtù, che lo rende invulnerabile di fronte ai colpi del destino. Il motivo dell'imperturbabilità del saggio è condotto ai limiti estremi e illustrato col ricorso a esempi di uomini famosi per la loro straordinaria virtù, fra i quali spicca Catone (detto l'Uticense).

### De ira
L'argomento centrale è la collera incontrollata, caratteristica del tiranno, di colui, che non pone nessun limite alla sua "sete" di potere. Propone due tipi d'imperatori: il tiranno (rappresentato da Caligola), il cattivo principe privo di moderazione e di autocontrollo e del tutto indifferente agli effetti dei propri atti sui sudditi, e il buon imperatore (rappresentato da Augusto, esempio di saggezza e di moderazione). Redatto dopo la morte di Caligola, sembra voler suggerire al nuovo imperatore di esercitare il potere con moderazione e ragione.

### Consolatio ad Marciam
Il dialogo è rivolto alla persona di Marcia, figlia di Cremuzio Cordo, storico del tempo di Tiberio. Seneca rivolge alla donna questo dialogo per consolarla della morte del figlio, avvenuta tre anni prima. Trovano ampio spazio al suo interno motivi convenzionali della topica consolatoria: la morte è inevitabile; la morte non è un male, ma una tappa obbligatoria della vita; la morte è un distacco benefico dagli affanni della vita umana.

### De vita beata
Sostiene che la vita vera è quella rivolta alla pratica della virtù: il piacere, invece, non può procurare la felicità, non è infatti in grado di procurare all'uomo l'autosufficienza, a differenza di quanto sostengono i seguaci di Epicuro, che identificano il sommo bene con il piacere. È un dialogo che Seneca scrisse per difendersi dalle accuse di incoerenza tra la filosofia da lui predicata e la vita del lusso e nelle ricchezze alla quale non fu mai capace di rinunciare. Seneca è pronto a riconoscere che proprio questa è la sua condizione di vita, ma rivendica per sé il diritto di continuare a predicare quei nobili principi, anche se non è in grado di praticarli.

### De otio
Risale ai tempi del ritiro di Seneca dalla vita politica, e a noi giunto mutilo dell'inizio e della fine. Seneca difende il diritto per il saggio a non impegnarsi nella vita pubblica e a rifugiarsi nella contemplazione, in piena coerenza con i principi dello stoicismo: in tal modo egli fonde la concezione stoica dell'otium con quella epicurea.

### De tranquillitate animi
Il De tranquillitate animi è dedicato all'amico Sereno. Nell'opera Seneca indica i modi per raggiungere la tranquillità dell'animo: dalla moderazione alla parsimonia, dall'impegno in favore della collettività all'accettazione con animo sereno delle avversità e della morte. La parte più interessante dell'opera è quella che riguarda la partecipazione alla vita politica: secondo Seneca la filosofia stoica impone al sapiente di occuparsi attivamente delle vicende dello stato, anche se ciò ostacola il raggiungimento dell'equilibrio interiore; il rifugio nell'otium è consentito soltanto nei momenti avversi all'esercizio dei doveri politici, oppure al termine della vita, quando si è già dedicata tutta l'esistenza al bene dello stato.

### De brevitate vitae
(Seneca)
L'argomento trattato è il tempo e l'uso che dovrebbe farne il "sapiens" (il saggio). Nonostante tutti si lamentino della brevità della vita, infatti, questa è lunga a sufficienza "per la realizzazione delle cose più grandi"; agli uomini sembra breve perché essi ne sprecano gran parte in futili occupazioni. Ed ecco perché il filosofo incita gli uomini della  turba, della plebaglia più infima, di coloro che inutilmente vivono ricercando qualcosa che non gli appartiene, li incita a considerare con maggior acume la qualità, non la quantità, della vita trascorsa. Anche in quest'opera Seneca non rinuncia al suo oramai consueto carattere parenetico.